# Route départementale 501 (Haïti)
Pour les articles homonymes, voir Route 501.
La route départementale 501, ou RD 501, est une route départementale d'Haïti, reliant Port-de-Paix à Borgne,.

## Présentation
La route départementale 501 a une longueur totale de 52 km.

## Tracé
- Port-de-Paix
- Saint-Louis du Nord
  - Rivière-des-Barres
- Anse-à-Foleur
- Borgne